# Прозаїзм
Прозаїзм — термін позначення слів або словесних оборотів, які застосовуються у мові науковій та діловій, або повсякденній розмовній, але не допускаються стилістичним «каноном» в мові поезії, і «випадають» з поетичного контексту.
Це слово, взяте з побутової, ділової, наукової мови, але яке порушує загальний характер мови даного художнього твору і сприймається в його тексті як чужорідне. Сприйняття деяких слів у поетичному мовленні змінюється з плином часу, зі зміною загальнонаціональної мови, що охоплює нові слова для позначення нових понять і явищ життя, які відображає художня література. Тобто під прозаїзмами зазвичай йдеться про такі вирази в ладі поетичної мови, які взяті з мови розмовної або наукової.